# Cinquante Surprises
 (octobre 2022).
Si vous disposez d'ouvrages ou d'articles de référence ou si vous connaissez des sites web de qualité traitant du thème abordé ici, merci de compléter l'article en donnant les références utiles à sa vérifiabilité et en les liant à la section « Notes et références ».

Cinquante Surprises est une collection de bandes dessinées livres-jeu éditées par Gründ. Les histoires sont de Jean-Luc Bizien et les dessins d'Emmanuel Chaunu.
Le premier tome, 50 Surprises à la ferme, est paru en mars 2004 dans la collection Mes Premiers Vivez l'aventure. Le nombre 50 est relatif au nombre de pages ; toutefois, chaque situation occupe une double page, et la numérotation commence à la couverture, il n'y a de fait qu'une vingtaine de situations. Du fait du faible nombre de situations, l'aventure est relativement linéaire — il y a peu de variations d'une lecture à l'autre —, mais chaque situation est l'occasion d'un mini-jeu, de type labyrinthe, trouver des indices dans la page, jeu des différences…
Le lecteur incarne Victor, un enfant qui s'endort et rêve qu'il entre dans un univers merveilleux.
On peut commencer à faire la lecture à des enfants à partir de 3 ans, mais la notion de choix est quelque peu abstraite et l'enfant commence à vraiment être actif vers 4 ans.

## Ouvrages
Titres parus :
- 50 Surprises à la ferme (2004)
- 50 Surprises au zoo (2005)
- 50 Surprises au château fort (2006)
- 50 Surprises au pays des fées (2006)
- 50 Surprises au pays des dragons (2007)
- 50 Surprises chez les pirates (2008)
- 50 Surprises au pays d'Ulysse (2009)
- 50 Surprises chez les pharaons (2009)
- 50 Surprises au temps des dinosaures (2010)
- 50 Surprises au pays des contes (2010)
- 50 Surprises à la poursuite du vampire (2010)
- 50 Surprises au cirque (2011)
- 50 Surprises au pays du Père Noël (2011)
- 50 Surprises chez les pompiers (2011)
- 50 Surprises au pays des chevaux (2012)
- 50 Surprises au temps des mammouths (2012)
- 50 Surprises sous la mer (2012)
- 50 Surprises au pays des géants (Microcosme parmi les insectes) (2012)
- 50 Surprises dans la jungle (2013)
- 50 Surprises à l'école (2013)